# Коламбус (Њу Мексико)
Коламбус (енгл. Columbus) град је у америчкој савезној држави Њу Мексико.

## Демографија
По попису из 2010. године број становника је 1.664, што је 101 (-5,7%) становника мање него 2000. године.
| Група             | 2000.         | 2010.         |
| Белци             | 278 (15,8%)   | 197 (11,8%)   |
| Афроамериканци    | 12 (0,7%)     | 5 (0,3%)      |
| Азијати           | 1 (0,1%)      | 2 (0,1%)      |
| Хиспаноамериканци | 1.471 (83,3%) | 1.430 (85,9%) |
| Укупно            | 1.765         | 1.664         |